# Коккозка

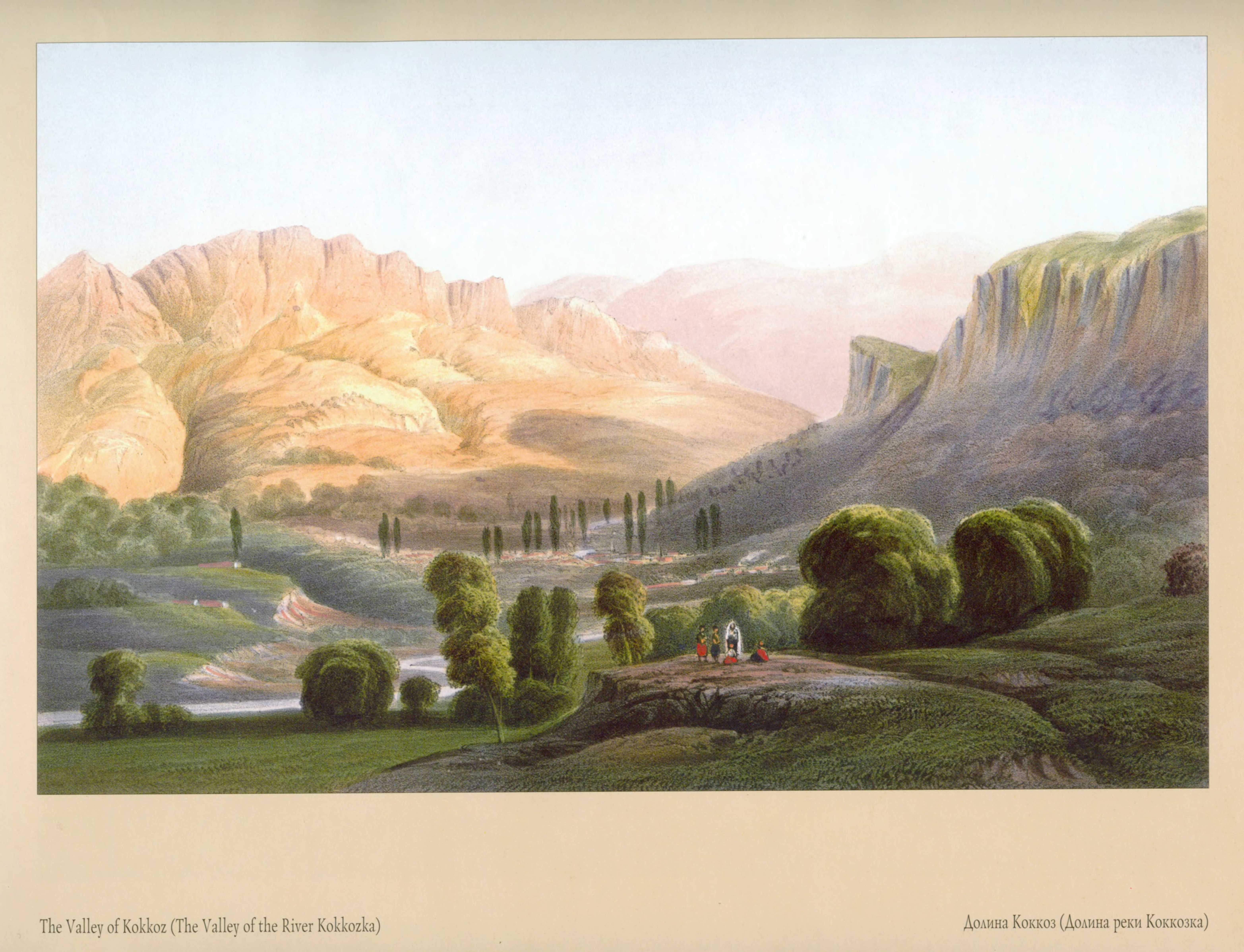
Карло Боссолі, «Долина річки Коккозка», 1856 рік

Коккоз (крим. Kökköz — «блакитне око», kök — блакитний; köz — око, водне дзеркало; якщо джерело пересихає його називають «сліпим»), Кокко́зка, Кокозка — річка в Криму, ліва притока річки Бельбек. Довжина 18 км. Схил русла 50 м. Утворюється за 3,5 км від села Соколине (Коккоз) злиттям річок Аузун-Узень і Сари-Узень. Коккозка впадає в річку Бельбек на території села Аромат (Вітим).
Долина річки V-подібна, русло вузьке, звивисте, багато порогів, мілин, перекатів. Найбільш повноводна пізньої осені і взимку. Після опадів можлива повінь в будь-яку пору року.